# Nez percés

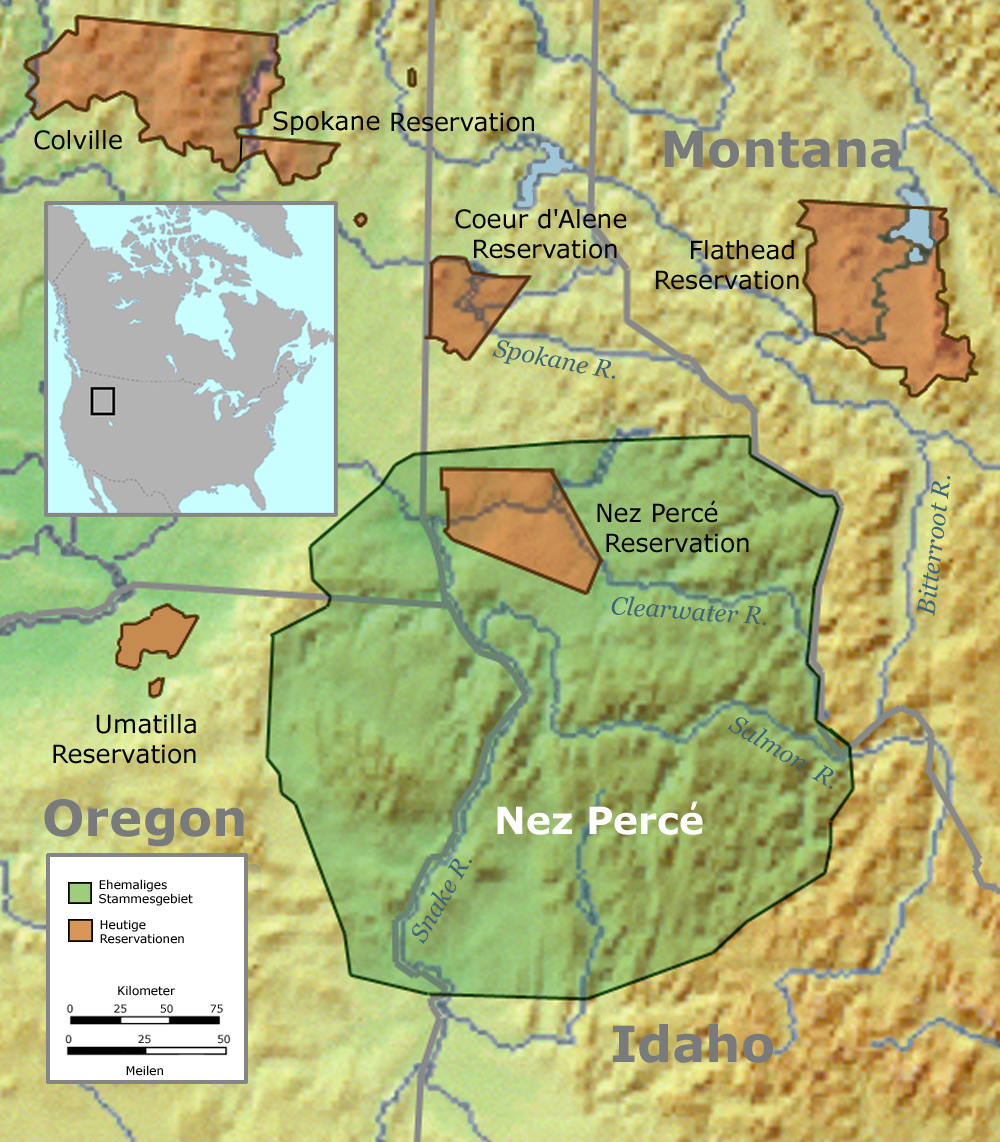
Territori dels Nez Percé

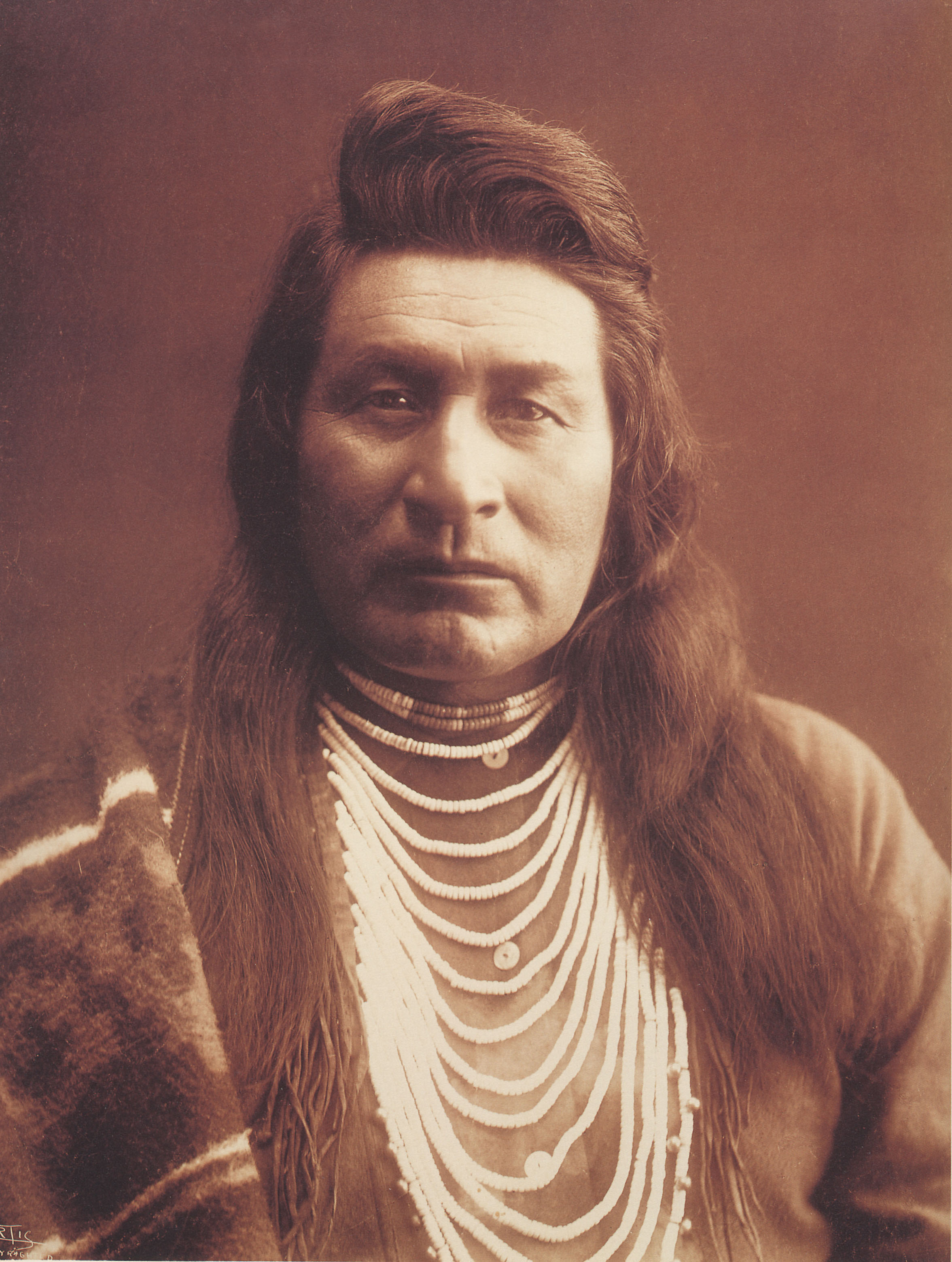
Home Nez Percé, 1899

Els nez percé (autònim: Niimíipu, «el poble») són una tribu reconeguda federalment d'amerindis dels Estats Units de parla shahaptiana, la més important del grup, que s'anomenava Nei me po o Nùmípotrtókĕń. Eren anomenats A pu pe (remadors) pels crow i també chopunnish. El nom prové del francès, «nas foradat», que fa referència a l'antic costum de posar-se arracades al nas, tot i que sembla que aquest costum no estava gaire estès entre ells. Es dividien en set grups.

## Localització
Vivien a la regió del Nord-oest del Pacífic (Altiplà del riu Columbia) dels Estats Units. El seu territori originari es concretava al baix Snake i els seus tributaris Salmon i Clearwater, al centre d'Idaho, Oregon i Washington. Una interpretació antropològica afirma que són descendents de la cultura de l'antiga serralada, que es va traslladar al sud de les muntanyes Rocoses i a l'oest en les terres nez percé. La nació Nez Percé habita i regeix les fronteres exteriors de la seva reserva a Idaho.

## Reserva Nez Percé
Les terres tribals actuals consisteixen en una reserva al centre-nord d'Idaho a 46° 18′ N, 116° 24′ O / 46.300°N,116.400°O, principalment a la regió Camas Prairie region al sud del riu Clearwater, en parts de quatre comtats: Nez Perce, Lewis, Idaho, i Clearwater. L'àrea total és de 3.100 km², amb una població segons el cens dels Estats Units del 2000 de 17.959 habitants. La comunitat més gran és Orofino, vora la seva cantonada nord-est. Lapwai és la seu del govern tribal i on hi ha el major percentatge de població nez percé (81,4%).
De manera similar a l'apertura de les terres d'Oklahoma, el govern dels Estats Units va obrir les terres de la reserva a la colonitació blanca el 18 de novembre de 1895. La proclamació fou signada menys de dues setmanes abans pel president Cleveland.

### Comunitats
| - Craigmont - Culdesac - Ferdinand - Kamiah - Kooskia | - Lapwai - Nezperce - Orofino - Peck - Reubens | - Stites - Sweetwater - Winchester |

Endemés la reserva Colville a l'est de Washington conté membres de la banda nez percé de Joseph.

## Demografia
Mai no han estat una tribu excessivament nombrosa. El 1870 eren uns 3.000 individus, però cap al 1880 només en quedaven uns 418 indis. El 1906 hi havia 1.534 a la reserva Colville (Idaho) i 83 a la Reserva Lapwai (Washington). Cap al 1960 eren en total 2.200 indis, d'aquests 1.525 a Idaho. El 1978 hi vivien 2.100 a les reserves de Colville i Lapwai, i uns 750 més posseïen 133.760 hectàrees fora de la reserva; i unes 21.450 hectàrees més eren conreades per altres. Segons Trafaer, eren 3.500 el 1990, però segons altres fonts eren 5.000 el 1989. I segons l'Atles, el 1980 eren uns 1.500 indis, dels quals només 500 parlaven la llengua índia.  Segons dades del cens dels EUA del 2000, hi havia 3.983 indis, 300 barrejats amb altres tribus, 1.965 barrejats amb altres races i 287 de dues tribus barrejats amb altres races. En total, 6.535 individus. Segons dades de la BIA, a la reserva Nez Perce (Idaho) hi havia 1.839 habitants (3.300 al rol tribal). La reserva Colville tenia 4.929 habitants (8.355 en el rol tribal).

## Costums
Llur cultura fou primitivament oregoniana. Tanmateix, com eren el grup més situat a l'Est, reberen una forta influència cultural dels indis de les planures de l'Est de les Rocoses. Llur vida domèstica era centrada en petits llogarrets localitzats en corrents d'aigua on hi abundava el salmó, el qual, un cop assecat, constituïa llur principal font d'alimentació. També caçaven baies i arrels (cames, kouse, carum i dauco). Llurs habitatges eren cabanes comunals de fusta i cobertes d'herbes, generalment dues per poblat, ocupades per unes 38 famílies (anomenades chopunnish) i una casa llarga de reunions i cerimònies, anomenada Lah-pitahl Ain-neet.

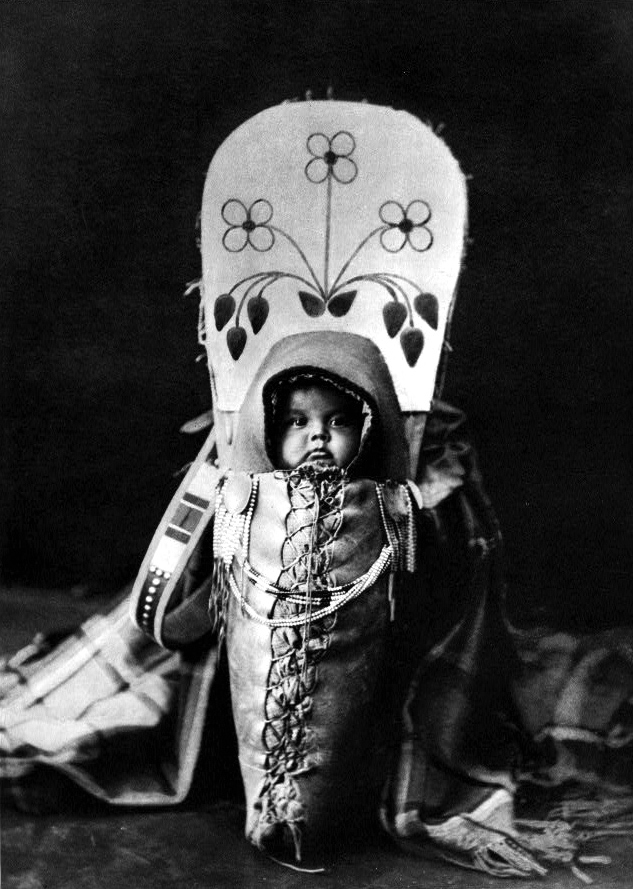
Infant nez percé, 1911

Quan a començaments del segle xviii (aproximadament el 1720) obtingueren cavalls mercè l'actiu comerç amb els xoixons, almenys en alguns grups, llur vida canvià radicalment. Foren capaços d'organitzar caceres de bisons i de comerciar amb tribus més enllà de les Rocoses, fins a 120 kilòmetres de Dalles, on canviaven roba de bisó per armes de foc. Pel que fa a la guerra, adoptaren els honors de guerra, les danses guerreres i les tàctiques amb cavalls imitades dels indis de les planures. També adoptaren el tipi com a habitacle, i assoliren tenir el ramat de cavalls més extens del continent (aproximadament entre 50 i 100 cavalls per individu), i eren els únics entre tots els indis americans que van aprendre a seleccionar els poltres. I com que aquest enriquiment i expansió els permetia moltes consultes tribals i intertribals, tendiren a dominar les conferències amb altres tribus. També adoptaren el cuinar amb pedres calentes, com l'ètnia sioux. Les llances eren arpons de tres punxes unides a un mànec, de 2,5 metres de llarg, emprades per pescar, cosa que també feien amb torxes de brea. També elaboraven bosses de pellofa de moresc i les exportaven. Pel que fa a la religió, creien en els somesh (poders personals) i que calia que els joves cerquessin llur wyatkin (poder de l'esperit guardià), de manera similar a les tribus de les planures.

## Història
Segons les restes arqueològiques, potser arribaren al territori actual fa entre 10.000 i 3.000 anys. Potser eren uns 1.300 individus que eren repartits en 50 viles petites. Feien mantes de pèl de conill i cistelles molt belles i flexibles.

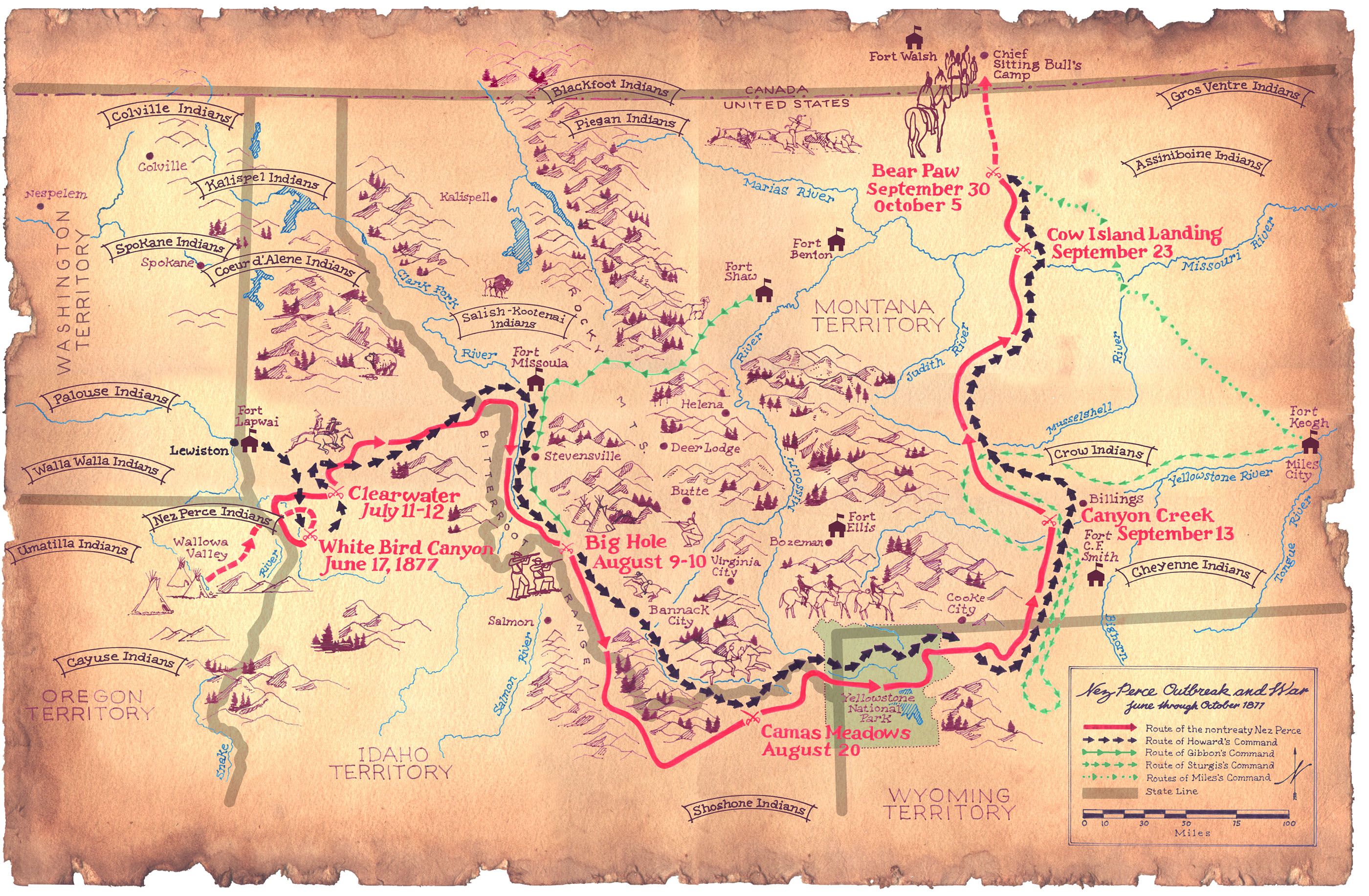
Escenaris de la guerra de 1877

Cap al 1720 adoptaren el cavall i s'adaptaren a la vida de les planures. El 1805 foren visitats pels exploradors nord-americans Meriwether Lewis i William Clark (a qui anomenarien Neeshnepahkeook o Nas Tallat i Welammottin o Pèl Arrissat) i contactaren amb paranyers i comerciants de pells. L'home blanc, anomenat per ells suyapo, ja els era conegut des d'abans mercè Watkumeis ("Retornada d'un país llunyà) noia nez percé capturada pels blackfoot i que temps després tornaria a la tribu.
El 1811 foren visitats per la North West Company anglesa, qui el 1825 fundaria al seu territori Fort Wallawalla per tal de controlar la zona. Des del 1835, endemés, hi predicaria el protestantisme el p. Marcus Whitman. Ja el 1831 havien enviat una delegació a Saint Louis (Missouri) demanant missioners cristians.
Però el 1840 l'expansió nord-americana es dirigí cap a Oregon. El 1855 se celebrà el Wallawalla Council amb nez percé, yakama i cayuses per negociar la compra de llurs terres. Els representats nez percé foren Aleiya o Lawyer, Tuekakas o Old Joseph, Looking Glass i Red Wolf. Tuekakas no el signà, però sí que ho van fer Aleiya i altres, i així, pel Tractat de Stevens, obtenen una reserva a la major part del seu territori, entre els rius Clearwater i Salmon, alhora que Aleiya és reconegut coma únic cap de la tribu. Per la seva banda, Tuekakas marxa cap a la vall de Wallowa.
Però el 1860 es descobrí or als rius Salmon i Clearwater, i la pressió de l'arribada de buscadors va fer revisar els termes del tractat. Així el 1863 foren obligats a signar el Tractat de Nez Percé, pel qual el tractat del 1855 fou revisat i canviat truculentament; la reserva fou reduïda en un 75%, cediren 6.932.270 acres i fou invadida per colons i minaires blancs. El 1866, endemés uns 1.700 foren duts a la reserva de Lapwai. Alhora, el p. Henry Spalding intentà evangelitzar-los de nou per tal de contrarestar la influència del profeta Smohalla (1817-1900). Per altra banda, el 1872 un membre de la tribu, John Monteith, fou oficial indi a l'exèrcit.
El 1871 morí Tuekakas i el succeí en el liderat el seu fill Hinmatówyalahtqit (Tro que rodola per la muntanya), més conegut com a Chief Joseph (1840-1907), qui implorà al president Grant perquè no els prenguessin la vall de Wallowa. Aquest hi prohibí l'establiment dels blancs el 16 de juny del 1873, però el 1875 s'obrí el territori de Wallowa a la colonització blanca i el maig del 1877 hi enviaren al general Howard perquè els traslladés a la reserva Lapwai. És detingut el profeta de la tribu, Toohoolhoolzote, i els roben el ramat. En represàlia, maten 11 colons i decideixen fugir a Montana. Amb 250 guerrers, 450 no combatents i 2.000 cavalls decidiren unir-se a Looking Glass al Clearwater i fugir al Canadà.
El 9 d'agost s'enfrontaren als 5.000 soldats del general Nelson Miles al White Bird Canyon i el Big Hole River (moriren 30 soldats i 80 indis d'ells els 2/3 dones i nens, i 40 soldats més foren ferits). El 22 d'agost arribaren al parc Yellowstone, i William T. Sherman donà l'ordre d'encerclar-los. Havien vençut novament a Camas Meadows, però havia perdut un total de 239 guerrers. El 30 d'agost acamparen vora Bear Paw i foren atacats per Howard. Moriren 24 soldats i 40 més foren ferits, i moriren uns 21 indis, entre ells Looking Glass, Ollokot i Toohoolhoolzote.
Després de cinc mesos de guerra, la seva tribu gairebé exterminada i 266 soldats morts, Joseph es rendí. Tanmateix, un grup dirigit per White Bird fugiren al Canadà amb Bou Assegut (només estaven a 30 km de la frontera. Havien recorregut 1.200 kilòmetres!). Sherman, però, ignorà els termes de la rendició. Uns 431 foren duts a Fort Leavenworth (Kansas), dels quals, però, el 1.885 només en restaven 287 degut a les malalties i les males condicions de menjar i malalties. Uns 118 amb Husshutiskute foren traslladats aleshores a Lapwai (Idaho), mentre que Joseph i 150 més, després d'una breu estada a un camp de concentració a Oklahoma, foren duts a la reserva Colville, on hi va morir el 1907.
Entre 1887 i 1934 intentaren aplicar-los la General Allotment Act, per la qual es dividia la terra comunal de la tribu en parcel·les individuals per tal de conrear la terra. I el 1893 els prometeren 1.626.222 $ per 542.000 acres de la reserva, que finalment no els pagaren. El 1923 obtingueren el dret de formar un govern tribal. Corbett Lawyer (1877-), net d'Aleiya, fou el primer president de la tribu, i el 26 d'abril del 1926 adoptaren una constitució tribal. Alhora, Colville revivia una nova versió de la religió Washani, anomenada Seven Drums. El 1960 reberen de l'Indian Claims Commission 3 milions de dòlars en concepte de terres expropiades indegudament. El 1971 l'AIM denuncià el fet que el crani de Chief Joseph adornava el consultori d'un metge d'Oregon.
El 1973 es publicà el manifest Noon Nei-me-po, we the Nez Percé d'Aleen Slickpoo. I el 1977, en el centenari de la guerra nez percé, per primer cop s'uneixen les dues parts de la tribu en un sol acte.
Cal destacar l'antropòleg Archie Phinney (1903-1949), membre del NCAI i autor de Nez Perce texts, recull de la tribu, i els escriptors Joe Mclellan i William S. Penn.